# Chilli Beans

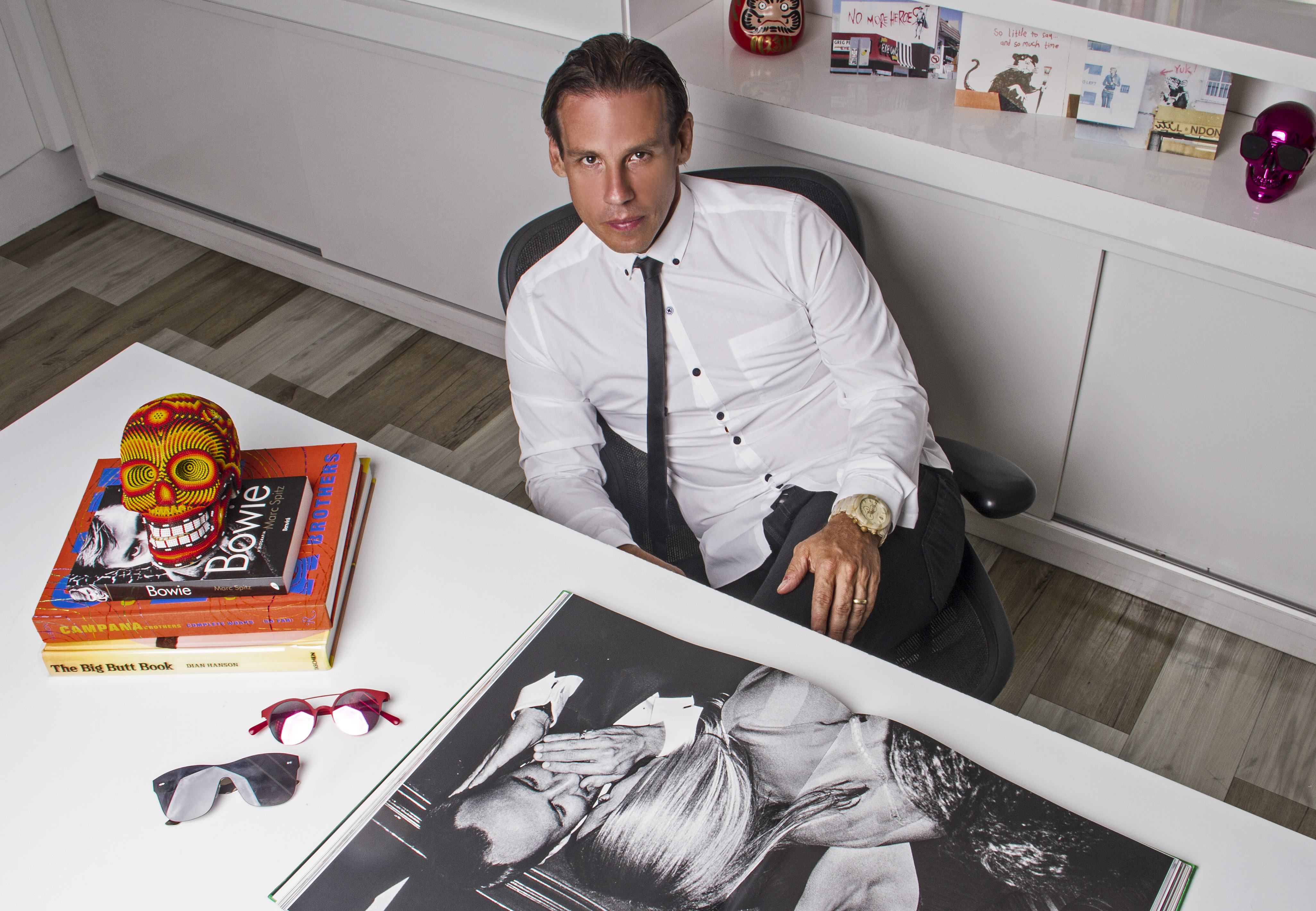
Caito Maia, el creador de la marca.

Chilli Beans es una marca brasileña de gafas, gafas de sol y relojes de pulsera fundada en 1997 por el empresario Caito Maia. Su sede está ubicada en São Paulo y actualmente cuenta con cerca de 900 puntos de venta repartidos por todo Brasil. Tiene tiendas en veinte países, principalmente en América, Europa y Asia. También es la empresa más exitosa de su sector en Latinoamérica.

## Historia
Comenzó sus operaciones en 1997 bajo el liderazgo del empresario Caito Maia, quien abrió un pequeño stand en el Mercado Mundo Mix, una feria de moda dirigida a jóvenes de São Paulo, donde vendía gafas de sol diseñadas según las tendencias de la década. En 1999, la primera tienda de la marca abrió sus puertas en la Rua Augusta (São Paulo), conocida por su vida nocturna. 
Con el tiempo, la marca estableció alianzas y lanzó colecciones con diversos artistas y productos de la cultura pop, como Lenny Kravitz, Alok, Iggy Pop, Anitta, Pablo Vittar, Star Wars y Alexandre Herchcovitch. Actualmente, la tienda insignia de la marca se encuentra en la Rua Oscar Freire (São Paulo), conocida por albergar numerosas marcas de lujo. En Estados Unidos, la tienda insignia se encuentra en Santa Mónica, en el Paseo Marítimo.